# Enigma-Variationen
Die Enigma-Variationen sind ein Orchesterwerk (op. 36) des britischen Komponisten Edward Elgar. Die 14 Variationen beschreiben Menschen aus Elgars Umfeld.
Die Enigma-Variationen entstanden 1898, als Elgar eine zufällige Melodie auf dem Klavier spielte, die seiner Frau Alice gefiel. Anfang 1899 schickte er die Partitur, die er ursprünglich Variations on an Original Theme nannte, dem Dirigenten Hans Richter, der das Werk am 19. Juni in der St. James Hall in London aufführte.
Den jetzigen Namen Enigma (von griechisch αἴνιγμα ‚Rätsel‘) bekam das Stück erst später.
Die Enigma-Variationen machten Elgar international bekannt.

## Besetzung
Die Besetzung besteht aus 2 Flöten, 2 Oboen, 2 Klarinetten, 2 Fagotten, Kontrafagott, 4 Hörnern, 3 Trompeten, 3 Posaunen, Tuba, Pauke, Kleine Trommel, Triangel, Große Trommeln, Becken, Orgel, Violine, Bratsche, Violoncello und Kontrabass.

## Die einzelnen Variationen
Die Variationsbezeichnungen enthalten die Initialen der betroffenen Personen:
Die 1. Variation (CAE; L’istesso tempo) spielt auf Elgars Frau Alice (Caroline Alice Elgar) an und beschreibt die Melodie, die Elgar abends beim Nachhausekommen pfiff.
Die 2. Variation (HDS-P; Allegro) enthält Tonleiterkaskaden, die an den Klavierstil von Elgars Freund Hew David Stewart-Powell erinnern.
Die 3. Variation (RBT; Allegretto) ist Richard Baxter Townshend gewidmet, einem exzentrischen Schauspieler, der gerne Dreirad fuhr.
In der 4. Variation (WMB; Allegro di molto) geht es um William Meath Baker, einen engen Freund und Patron Elgars, der in den Raum stürzt, um lautstark seine Anordnungen zu verkünden und im Anschluss den Raum zu verlassen.
In der 5. Variation (RPA; Moderato) sinniert Richard Penrose Arnold, Sohn des Dichters Matthew Arnold.
Die 6. Variation (Ysobel; Andantino) imitiert das schwerfällige Bratschenspiel von Isabell Fitton.
Die 7. Variation (Troyte; Presto) dagegen erinnert an das Klavierspiel von Elgars Freund Arthur Troyte Griffith.
Die 8. Variation (WN; Allegretto) beschreibt Winifred Norbury, die Sekretärin der Worcestershire Philharmonic Society war.
Die 9. Variation (Nimrod; Adagio) ist August Jaeger, einem der engsten Freunde Elgars und Förderer von dessen Musik, gewidmet. Die Bezeichnung dieser Variation geht auf eine Bibelstelle zurück, in der Nimrod als „gewaltiger Jäger vor dem Herrn“ bezeichnet wird. Es ist streng genommen nicht sein Porträt, sondern die Geschichte von etwas, das zwischen ihnen passiert ist. Im Oktober 1898 war Elgar, „im Herzen von Musik sehr krank“, im Begriff, alles aufzugeben und keine Musik mehr zu schreiben. Sein Freund Jaeger versuchte ihn aufzumuntern, indem er über Ludwig van Beethoven sprach, der viele Sorgen hatte, aber immer schönere Musik schrieb. „Und genau das müssen Sie tun“, sagte Jaeger und sang dann das Thema des zweiten Satzes der Sonate Pathétique. Elgar enthüllte Dora Penny später, dass Nimrods erste Takte durchgeführt worden waren, um dieses Thema nahezulegen. „Kannst du es am Anfang nicht hören? Nur ein Hinweis, kein Zitat“.
Die 10. Variation (Dorabella; Allegretto) erinnert an Dora Penny, eine weitere enge Freundin Elgars.
Die 11. Variation (GRS; Allegro di molto) beschreibt den Organisten Dr. George Robertson Sinclair und seine Bulldogge Dan, die bei einem Spaziergang in den Fluss stürzte und sich ans Ufer retten konnte.
In der 12. Variation (BGN; Andante) schildert Elgar seine Freundschaft zu einem «ernsten und ergebenen Freund», dem Cellisten Basil Nevinson.
Die 13. Variation (Romanza; Moderato) schildert laut Elgar den Namen einer Dame, „die sich zur Zeit der Komposition auf einer Seereise befand“, und enthält ein Zitat aus Felix Mendelssohn Bartholdys Meeresstille und glückliche Fahrt.
Die 14. Variation (EDU; Allegro-Presto) schließlich beschreibt Elgar selbst.

## Das Enigma
Das „Enigma“ aus dem Titel bezieht sich nicht auf die Zuordnung,  welche Variation welchem Freund gewidmet ist, sondern auf ein anderes Rätsel. Laut Elgar zieht sich durch die ganze Komposition ein anderes und größeres Thema, das aber nicht gespielt wird, und das eigentliche Thema ist als Gegenmelodie dazu komponiert. Bisher sind diverse Theorien aufgestellt worden. Als plausibelste Theorie gilt heute die des niederländischen Lexikographen Hans Westgeest. Er entdeckte 2007 einen Zusammenhang zwischen dem Rätsel und dem, was Elgar später Dora Penny über seine Nimrod-Variation erzählte (siehe oben bei Variation 9).
Laut Westgeest besteht das eigentliche Thema der Enigma-Variationen, das im gesamten Werk in allerlei Formen zu hören ist, nur aus neun Tönen. Diese kurze Melodie basiert auf dem Rhythmus von Edward Elgars eigenem Namen („kurz-kurz-lang-lang“), der Umkehrung davon („lang-lang-kurz-kurz“) und einer abschließenden Note. Man könnte sie daher das „Elgarthema“ nennen. Das – wichtigste, aber nicht gespielte – Thema des Werkes, zu dem das Elgar-Thema als Gegenmelodie komponiert wurde, erweist sich als das bekannte Thema des zweiten Teils der Sonate pathétique von Ludwig van Beethoven, eine Melodie, die in der Tat, in Elgars Worten, „größer“ ist und „bekannt“.

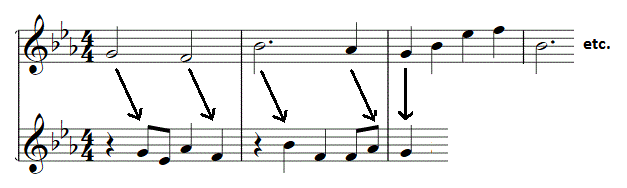
Das „Beethoventhema“ (oben) und das „Elgarthema“ (unten).

Das Elgar-Thema enthält genau die Noten von (dem Anfang von) Beethovens Melodie, in genau derselben Reihenfolge. Und wenn beide Melodien gleichzeitig gespielt werden, erklingen diese Noten immer zuerst im Beethoven-Thema und dann, einen Schlag später, in der Elgar-Melodie (auf das G von Beethoven folgt daher dieselbe Note bei Elgar, auf das F von Beethoven das F von Elgar usw.). Dies symbolisiert auf musikalische Weise, dass der Künstler Elgar Beethoven „folgt“: er tut wie Beethoven. Und das war genau das, wozu Jaeger den Komponisten ermutigt hatte (siehe oben bei Variante 9). Auf diese Weise triumphiert der Künstler über seine Depression und Niedergeschlagenheit (ausgedrückt in der Mollmelodie am Anfang des Werkes) im kraftvollen, optimistischen Finale E.D.U.

## „Enigma“ in der Pop-Musik und als Filmmusik
Bekanntheit über die Klassikwelt hinaus erlangte das Stück auch durch den Titel Clubbed to Death von Rob D, in den das Thema einfloss. Die kurze Streicher-Einleitung des Titels ist der Anfang der ersten Enigma-Variation und das Piano-Solo wurde ebenfalls um die Enigma-Variationen improvisiert. Die Kurayamino Variation des Titels wurde als Soundtrack zu den Filmen Matrix und Lola im Technoland (Originaltitel: Clubbed to Death (Lola)) verwendet, für letzteren war das Stück sogar namensgebend. Auch im deutschen Film Enigma – Eine uneingestandene Liebe, der Verfilmung von Éric-Emmanuel Schmitts Theaterstück Enigma (Variations énigmatiques), werden die Enigma-Variationen verwendet und thematisiert.
Insbesondere die 9. Variation „Nimrod“ wird häufig in Filmmusiken verwendet. So erklingt sie beispielsweise zum Ende des Spielfilms Australia (20th Century Fox, 2008) von Baz Luhrmann mit Nicole Kidman und Hugh Jackman, im Historienfilm Elizabeth (1998) von Shekhar Kapur mit Cate Blanchett oder in der mehrteiligen Dokumentation über den Zweiten Weltkrieg The War (2006) von Ken Burns. Das Stück wird außerdem von Hans Zimmer in Christopher Nolans Film Dunkirk (2017) verwendet. Bei der Eröffnungsfeier der Olympischen Sommerspiele 2012 in London wurde „Nimrod“ vom Jugendorchester des London Symphonic Orchestras, LSO On Track, aufgeführt.